# Districts du Malawi
Les districts du Malawi constituent la deuxième subdivision administrative du Malawi. Au nombre de 28, ils sont répartis en trois régions. 
Chaque district est dirigé par un commissionnaire de district, dont le rôle est similaire à celui d'un gouverneur, bien qu'il ait été nommé par le président de la République. Protagoniste de la fonction exécutive d'un district, le commissionnaire de district est chargé notamment des finances et de la gestion des situations d'urgence. Se tiennent également au bureau du commissionnaire de district les assemblées de district. Cette fonction tire ses origines de l'époque coloniale.

## Liste des districts
| Région     | Nom        | Population (2018) | Superficie (km2) | Capitale   | Numéro sur la carte |          |       |         |       |       |   |
| ---------- | ---------- | ----------------- | ---------------- | ---------- | ------------------- | -------- | ----- | ------- | ----- | ----- | - |
| Région     | Nom        | Population (2018) | Superficie (km2) | Capitale   | Numéro sur la carte | Centrale | Dedza | 830 512 | 3 754 | Dedza | 1 |
| Dowa       | 772 569    | 3 077             | Dowa             | 2          |                     | Centrale |       |         |       |       |   |
| Kasungu    | 842 953    | 8 017             | Kasungu          | 3          |                     | Centrale |       |         |       |       |   |
| Lilongwe   | 2 626 901  | 6 211             | Lilongwe         | 4          |                     | Centrale |       |         |       |       |   |
| Mchinji    | 602 305    | 3 131             | Mchinji          | 5          |                     | Centrale |       |         |       |       |   |
| Nkhotakota | 395 897    | 4 338             | Nkhotakota       | 6          |                     | Centrale |       |         |       |       |   |
| Ntcheu     | 659 608    | 3 251             | Ntcheu           | 7          |                     | Centrale |       |         |       |       |   |
| Ntchisi    | 317 069    | 1 709             | Ntchisi          | 8          |                     | Centrale |       |         |       |       |   |
| Salima     | 478 346    | 2 151             | Salima           | 9          |                     | Centrale |       |         |       |       |   |
| Nord       | Chitipa    | 234 927           | 4 334            | Chitipa    | 10                  |          |       |         |       |       |   |
| Nord       | Karonga    | 365 028           | 3 416            | Karonga    | 11                  |          |       |         |       |       |   |
| Nord       | Likoma     | 14 527            | 20               | Likoma     | 12                  |          |       |         |       |       |   |
| Nord       | Mzimba     | 1 157 522         | 10 619           | Mzimba     | 13                  |          |       |         |       |       |   |
| Nord       | Nkhata Bay | 285 795           | 4 182            | Nkhata Bay | 14                  |          |       |         |       |       |   |
| Nord       | Rumphi     | 229 161           | 4 560            | Rumphi     | 15                  |          |       |         |       |       |   |
| Sud        | Balaka     | 438 379           | 2 142            | Balaka     | 16                  |          |       |         |       |       |   |
| Sud        | Blantyre   | 1 251 484         | 2 025            | Blantyre   | 17                  |          |       |         |       |       |   |
| Sud        | Chikwawa   | 564 684           | 4 878            | Chikwawa   | 18                  |          |       |         |       |       |   |
| Sud        | Chiradzulu | 356 875           | 761              | Chiradzulu | 19                  |          |       |         |       |       |   |
| Sud        | Machinga   | 735 438           | 3 582            | Machinga   | 20                  |          |       |         |       |       |   |
| Sud        | Mangochi   | 1 148 611         | 6 729            | Mangochi   | 21                  |          |       |         |       |       |   |
| Sud        | Mulanje    | 684 107           | 2 005            | Mulanje    | 22                  |          |       |         |       |       |   |
| Sud        | Mwanza     | 130 949           | 756              | Mwanza     | 23                  |          |       |         |       |       |   |
| Sud        | Nsanje     | 299 168           | 1 945            | Nsanje     | 24                  |          |       |         |       |       |   |
| Sud        | Thyolo     | 721 456           | 1 666            | Thyolo     | 25                  |          |       |         |       |       |   |
| Sud        | Phalombe   | 429 450           | 1 323            | Phalombe   | 26                  |          |       |         |       |       |   |
| Sud        | Zomba      | 851 737           | 2 405            | Zomba      | 27                  |          |       |         |       |       |   |
| Sud        | Neno       | 138 291           | 1 561            | Neno       | 28                  |          |       |         |       |       |   |